# Hieronymus pygmaeus
Hieronymus pygmaeus är en tvåvingeart som beskrevs av Weyenbergh 1886. Hieronymus pygmaeus ingår i släktet Hieronymus och familjen puckelflugor. Inga underarter finns listade i Catalogue of Life.